# Intercity-Express

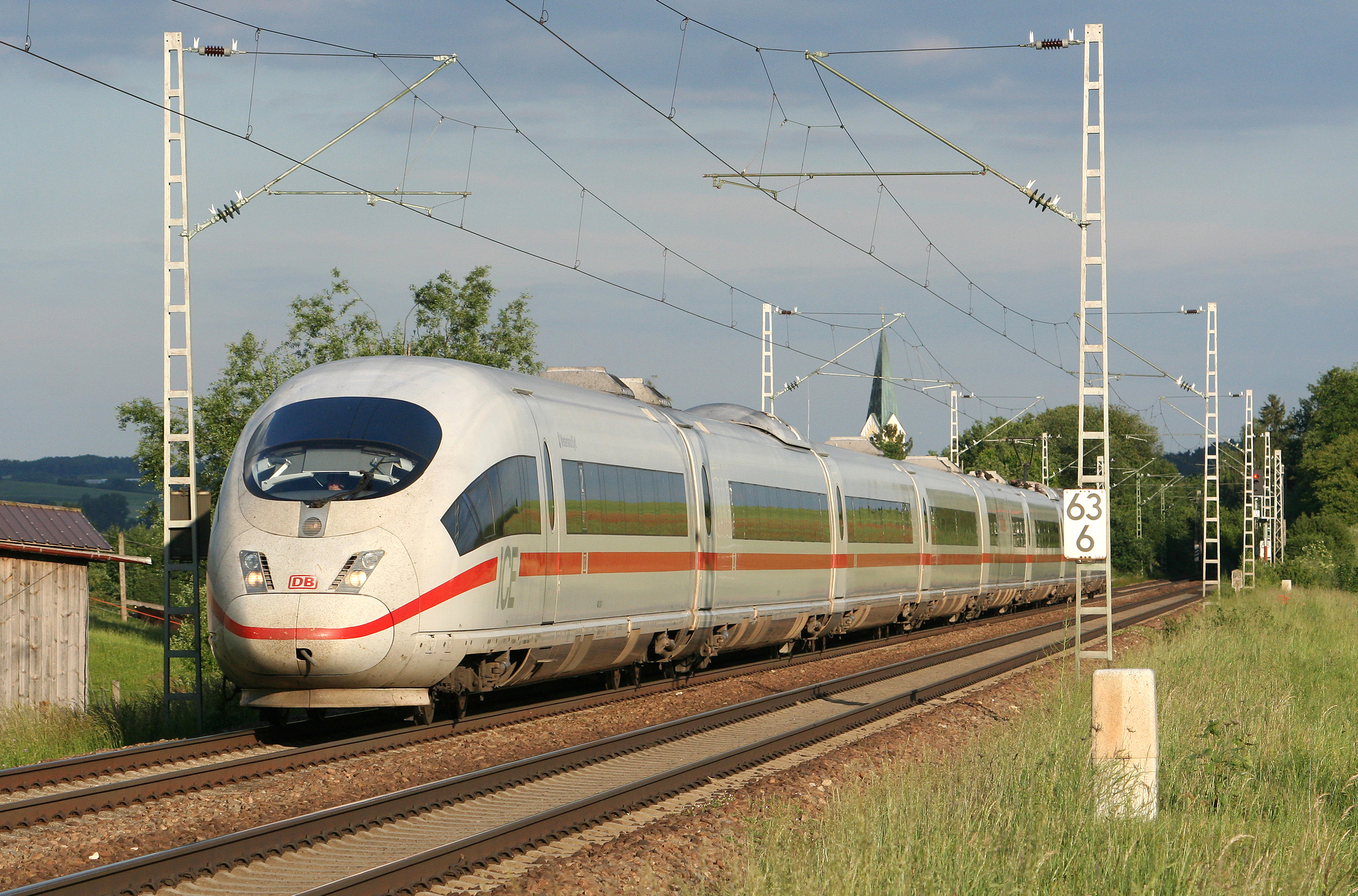
ICE 3 на скоростном участке Мюнхен — Ингольштадт

Intercity-Express (с англ. — «Междугородный экспресс», также известен под сокращением ICE) — сеть высокоскоростных поездов, в основном распространённая в Германии, разработанная компанией Deutsche Bahn. Современное поколение поездов Intercity-Express, ICE 3, разработано консорциумом из компаний Siemens AG и Bombardier под общим руководством Siemens AG. Максимальная скорость поездов ICE на специально выстроенных для них участках железнодорожной сети составляет 330 км/ч. На стандартных участках сети скорость ICE составляет в среднем 160 км/ч. Длина участков, на которых ICE может развивать скорость больше 230 км/ч, составляет 1300 км.
ICE является основным типом поездов на дальних направлениях, предоставляемых Немецкими железными дорогами (Deutsche Bahn). Они обеспечивают как максимальную скорость, так и максимальный комфорт перемещения. ICE стали базой для развития концерном Siemens AG своего семейства высокоскоростных поездов под общей торговой маркой Siemens Velaro. Проекты Velaro реализованы, в частности, в Испании и Китае. Эти поезда поставлялись также и в Россию для использования на скоростных линиях Москва — Санкт-Петербург. Также используются на направлении Москва — Нижний Новгород (с 2015 по 2018 года не использовались).

## Статистика

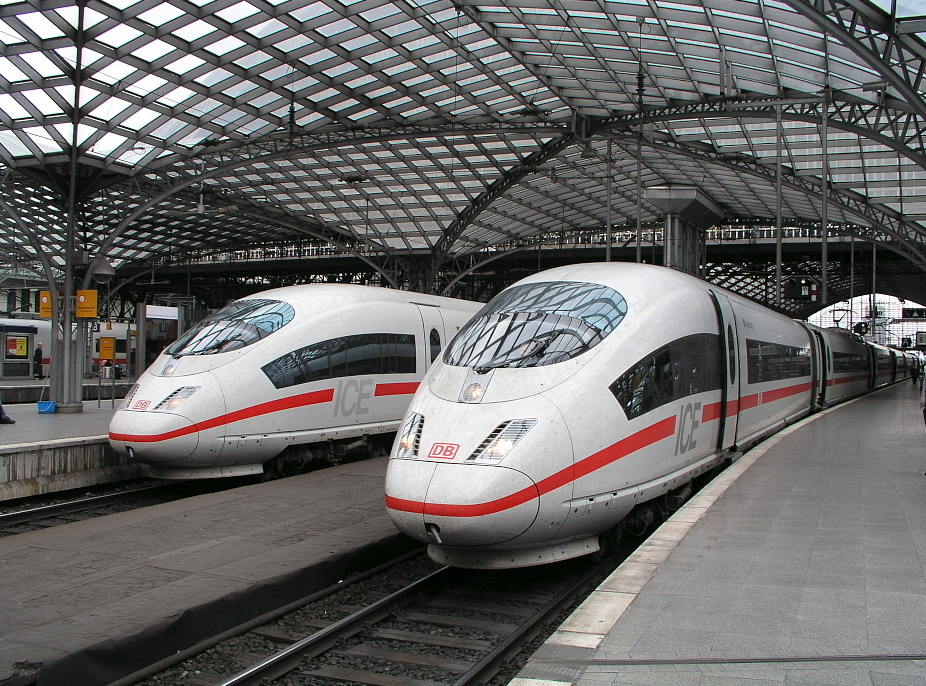
Два поезда ICE 3 на вокзале Кёльна

По состоянию на октябрь 2006 сеть Intercity-Express имеет следующие статистические характеристики:
- Количество поездов ICE (всех поколений): 237. Из них:
  - ICE 1 — 59 поездов[5]
  - ICE 2 — 44 поезда[6]
  - ICE 3 — 63 поезда[7]
  - ICE T — 71 поезд[8]
- Поезда Intercity-Express обслуживают 60 % пассажиров на дальних направлениях в Германии.[9]
- В день поезда ICE в среднем перевозят 180 тысяч пассажиров.[10]
- В 2005 году в общей сложности было перевезено 66,8 млн пассажиров[9], в два раза больше, чем в 1998 году.
- При загрузке поезда, равной 50 %, затраты энергии на перевозку одного пассажира на расстояние 100 км в пересчёте на бензин составляют[11]:
  - ICE 1 — менее 3 л
  - ICE 2 — около 2,5 л
  - ICE 3 — менее 2 л

## История

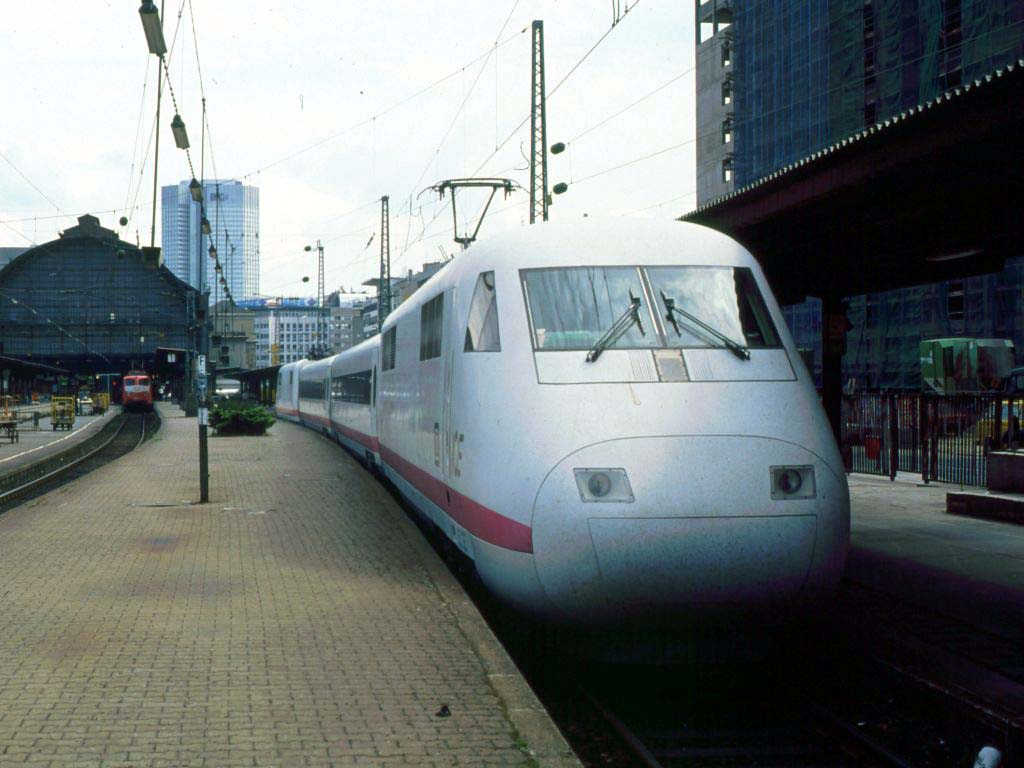
InterCityExperimental на вокзале Франкфурта-на-Майне

С начала 1970-х годов министерство образования и развития ФРГ финансировало исследования в области рельсового транспорта и маглев. На эти цели до 1990 года было выделено 450 миллионов марок, из них 70 миллионов были предназначены на разработку ICE. Результатом этой разработки было создание представленного публике 26 ноября 1985 года тестового поезда InterCityExperimental, на котором была опробована новая концепция. В тот же день поезд на участке пути между Хаммом и Гютерсло достиг скорости в 317 км/ч и установил мировой рекорд для поездов с многофазной системой электроснабжения. Кроме исследований, призванных оценить использование поездов с новыми для Германии скоростями, InterCityExperimental использовался на многочисленных презентациях, призванных оценить восприятие пассажирами высокоскоростных поездов.
После длительных дискуссий между Министерством транспорта и руководством железных дорог об оснащении, длине и ширине вагонов, а также о количестве будущих поездов в 1988 году был достигнут компромисс. В сентябре 1987 года компания заказала 82 локомотива серии 401, являющихся прямыми наследниками электровозов серии 120, для 41 поезда типа ICE 1. В середине июня 1988 года были заказаны 482 вагона следующих серий:
- 801 (вагоны первого класса)
- 802 (вагоны второго класса)
- 803 (сервисный вагон)
- 804 (вагон-ресторан)

Концепция поезда с двумя локомотивами и безмоторными вагонами была избрана из-за короткого времени разработки и имела определённые недостатки. Так, только более поздние модели ICE 3 могут преодолевать подъёмы до 40 ‰ (тысячных) на высокоскоростном участке Кёльн — Рейн-Майн.
В 1990 году по причине приближавшегося объединения Германии количество заказанных поездов было увеличено до 60. Однако к 1991 году была поставлена лишь часть заказанных поездов.
29 мая 1991 года состоялась первая поездка поездов ICE к новому вокзалу Кассель-Вильгельмсхёе, и 2 июня того же года началась плановая эксплуатация ICE на линии Гамбург — Ганновер — Фульда — Франкфурт-на-Майне — Мангейм — Штутгарт — Мюнхен. Таким образом, в сеть были включены оба новых скоростных участка — Ганновер — Фульда и Мангейм — Штутгарт.

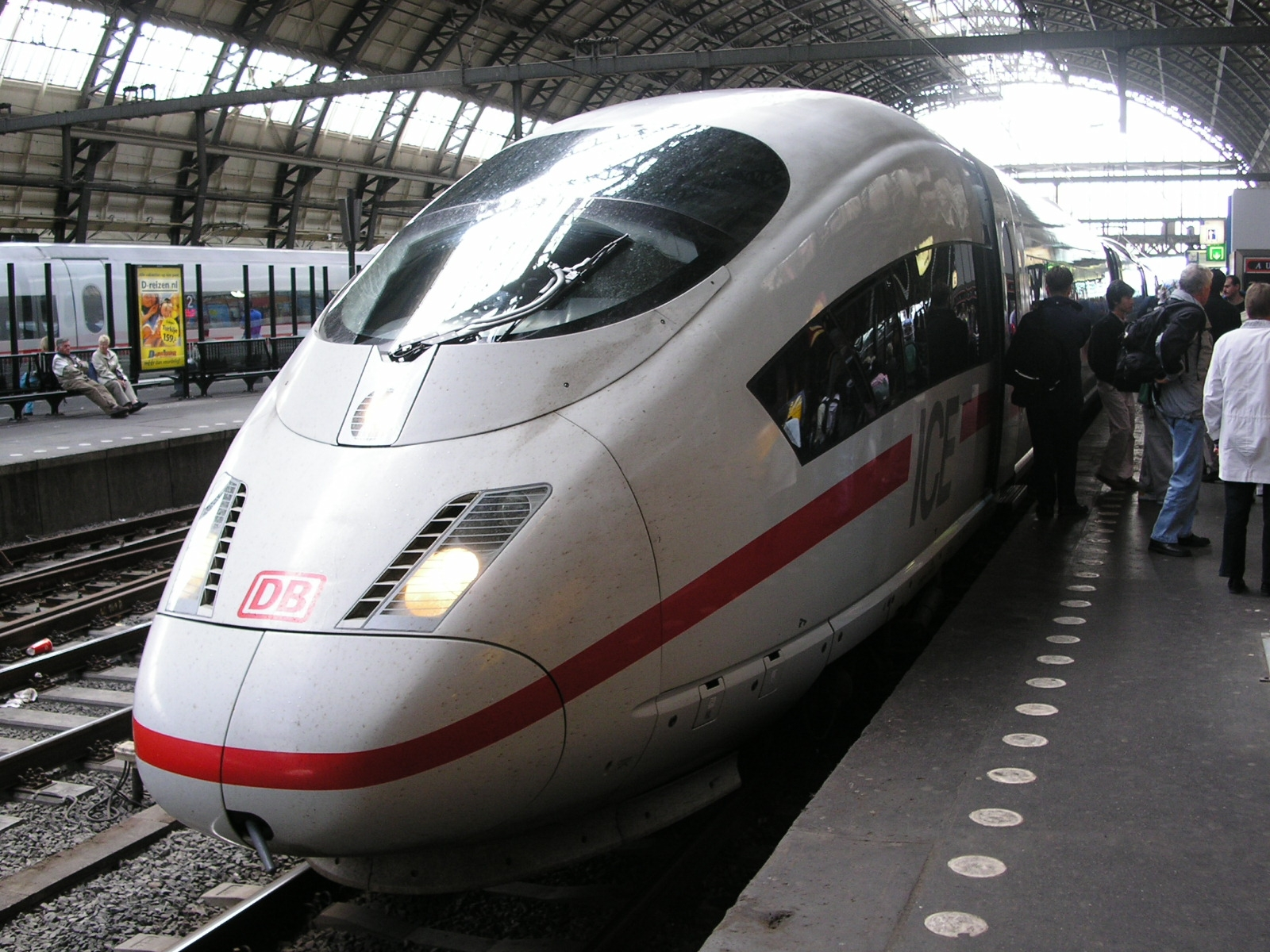
ICE 3M на вокзале в Амстердаме

В 1997 году на линии вышло новое поколение поездов — ICE 2. Поезда были реализованы в виде двух полупоездов, которые можно сцеплять и расцеплять в процессе эксплуатации, что позволяет лучше реагировать на меняющуюся ситуацию с загрузкой пассажирами. Вагоны и первого, и второго класса были общими; в поездах было лишь несколько купе для пассажиров с детьми. В поездах использовались локомотивы серии 402 и вагоны следующих серий:
- 805.0/805.3 (вагоны первого класса)
- 806.0/806.3/806.6 (вагоны второго класса)
- 807 (вагон-ресторан)
- 808 (служебный вагон с 58 посадочными местами)

Поскольку поезда ICE 1 и ICE 2 оказались несколько тяжелее и шире, чем предписывают международные железнодорожные стандарты, было принято решение о создании нового поколения поездов, которые можно было бы использовать и за пределами Германии.
В 2000 году вступили в эксплуатацию ICE 3 и ICE T, соответствующие этим требованиям. В поездах нового поколения моторы расположены под полом нескольких вагонов, что обеспечивает лучшее распределение нагрузки и крутящего момента. ICE T является модификацией ICE, не предназначенной для высокоскоростных трасс, и развивает максимальную скорость 230 км/ч. Они предназначены для использования на линиях, не перестроенных для использования ICE и имеющих значительно меньшие радиусы поворота. Для преодоления таких поворотов в этих поездах используется техника управляемого наклона, разработанная фирмой FIAT. Также был выпущен ICE 3M, предназначенный для использования на железных дорогах за пределами Германии, в первую очередь в Нидерландах, Бельгии и Швейцарии, а также во Франции, и способный использовать различные стандарты электроснабжения.
В 2017 году на железных дорогах Германии появились поезда ICE 4. ICE 4 устанавливает новые стандарты в междугороднем сообщении. Вместе с Bombardier компания Siemens разработала уникальную концепцию, которую можно индивидуально адаптировать к различным требованиям. Поезд может разгоняться до 230 км/ч и обладает модульным дизайном.

### Крушение у Эшеде

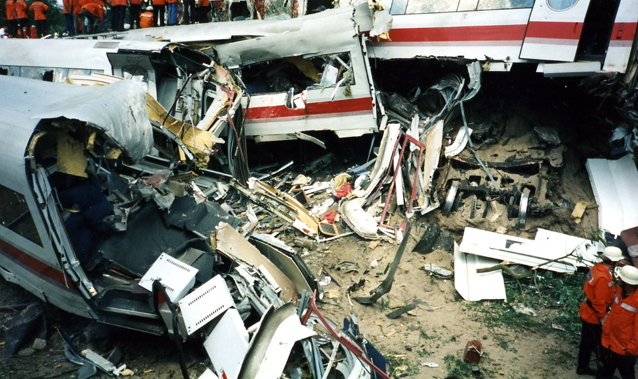
Смятые в результате катастрофы вагоны ICE 884 «Рентген, Вильгельм Конрад»

Крушение ICE у Эшеде, произошедшее 3 июня 1998, является самой серьёзной катастрофой в истории немецких железных дорог, а также в истории скоростных поездов вообще. При столкновении ICE 1, сошедшего с рельсов во время движения со скоростью 200 км/ч, с опорой моста погиб 101 человек и 88 тяжело пострадали.
Крушение произошло по причине разрыва бандажа одного из колёс передней колёсной пары задней тележки первого вагона, произошедшего за 5,5 км до места катастрофы (на момент катастрофы использовались двухблочные колёса с резиновыми демпфером, повышающим плавность хода. Бандаж разорвался из-за чрезмерной эксплуатационной нагрузки в изношенном состоянии). Одна часть разорвавшегося бандажа пробила пол вагона и осталась защемлённой в тележке, при прохождении поездом стрелки ударила в направляющий рельс и тем самым вызвала сход тележки с рельс. При проезде следующей стрелки сошедшее с рельса колесо переставило её, что вызвало переход третьего вагона на скорости 198 км/ч на соседний путь с последующим столкновением этого вагона поезда с опорой моста и её разрушением. Силой рывка вагоны были оторваны от ведущего приводного вагона. Четвёртый вагон перевернулся и упал рядом с полотном. Мост рухнул, и его обломки разорвали на две части пятый и полностью погребли под собой шестой вагон. Все следующие вагоны, толкая друг друга, сложились «гармошкой» на мосту и перед мостом. Задний приводной вагон сошёл с рельс, но получил лишь мелкие повреждения. Ведущий приводной вагон благополучно остановился только через два километра, практически не пострадав.
Определённая доля вины в катастрофе лежит непосредственно на Deutsche Bahn, поскольку эксплуатация многокомпонентных колёс (с бандажом, соединённым с дисковой частью колеса резиновыми демпферами) требовала расчётной оценки усталостной прочности бандажа и проведения в достаточном количестве стендовых и ходовых испытаний этого типа колёс, что не было сделано ни перед вводом в эксплуатацию составных колёс с резиновой амортизацией в 1992 году, ни в последующее время.

## Сеть ICE
| красные   | новые участки             | до 300 км/ч        |
| оранжевые | новые участки             | до 280 км/ч        |
| синие     | модернизированные участки | от 200 до 230 км/ч |
| серые     | прочие участки            | до 160 км/ч        |

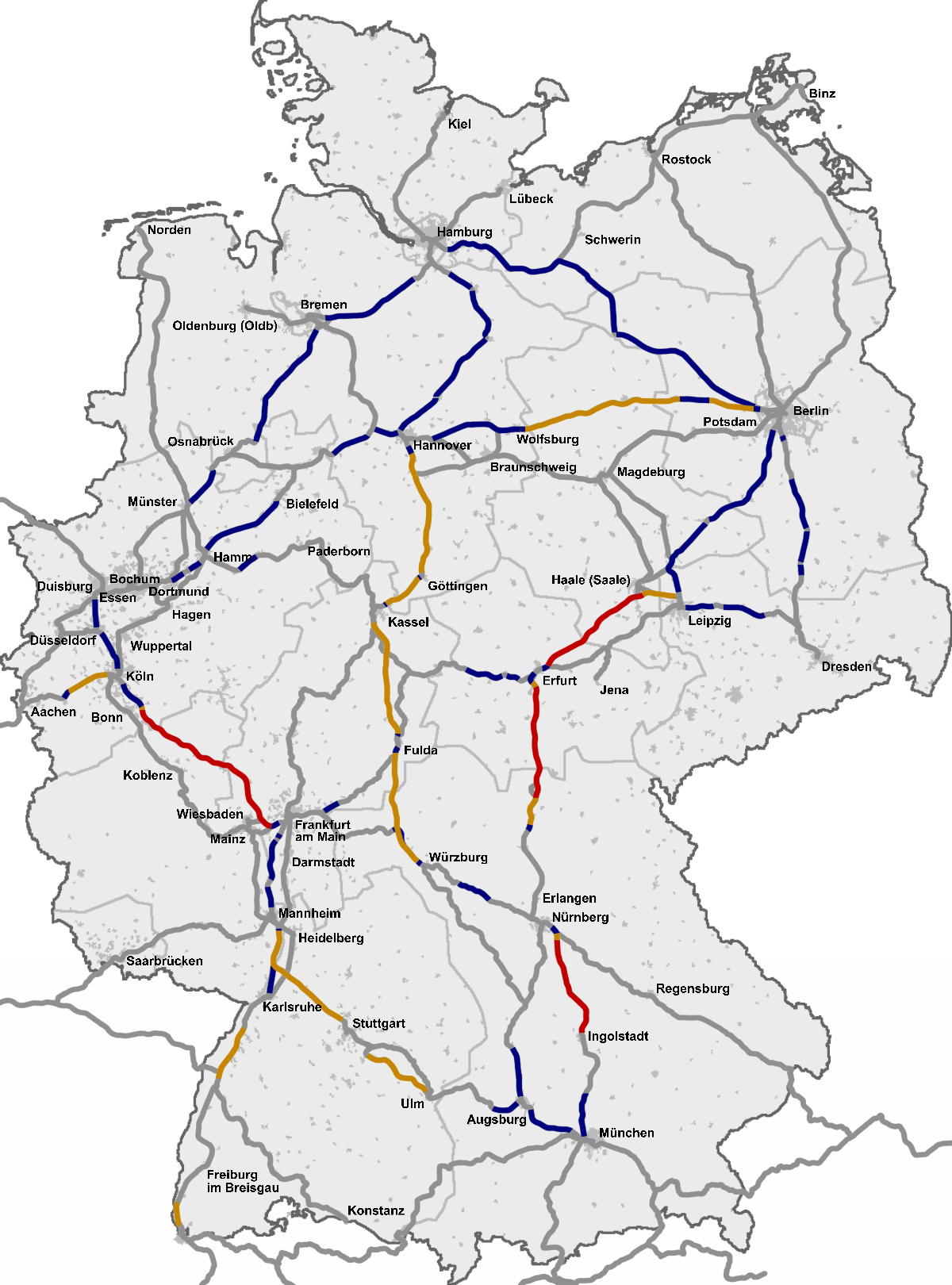
Сеть ICE в Германии

Система ICE создана для объединения всех крупных городов Германии и включает в себя 180 станций. В зависимости от значимости разные участки обслуживаются поездами раз в полчаса, раз в час или раз в два часа. В случае ожидаемого высокого количества пассажиров (например, при проведении чемпионата мира по футболу 2006 года) пускаются также дополнительные поезда.
В отличие от французского TGV или японского Синкансэна, ICE не разрабатывался как единая система и поэтому далеко не на всех участках поезда последнего поколения (ICE 3) могут развить свою максимальную скорость 330 км/ч.

### Структура сети
Из-за полицентрической схемы распределения населения в Германии, в отличие от большинства других сетей скоростных поездов, которые, как правило, расходятся лучами от одного основного пункта (у TGV от Парижа), сеть ICE характеризуется шестью ветками, идущими с севера на юг, и двумя — с востока на запад.

#### Север — Юг
Основой сети являются шесть основных линий, ведущих с севера на юг, обслуживающиеся поездами как минимум раз в час:
1. Из Гамбурга через Ганновер, Кассель и Франкфурт-на-Майне до Маннхайма, оттуда через Карлсруэ и Фрайбург в Базель (Linie 22) или напрямую в Штутгарт (Linie 20)
2. Из Гамбурга или Бремена через Ганновер, Кассель, Фульду, Вюрцбург, Нюрнберг и Аугсбург в Мюнхен (Linie 20)
3. Из Гамбурга через Берлин, Лейпциг, Йену, Нюрнберг и Аугсбург в Мюнхен (Linie 28)
4. Из Берлина через Вольфсбург, Брауншвейг, Кассель, Фульду и Франкфурт-на-Майне до Маннхайма, оттуда через Карлсруэ и Фрайбург в Базель (Linie 12) или через Штутгарт, Ульм и Аугсбург в Мюнхен (Linie 11)
5. Из Амстердама или Дортмунда через Дуйсбург, Дюссельдорф, Кёльн, аэропорт Франкфурт-на-Майне до Маннхайма, оттуда через Карлсруэ и Фрайбург в Базель (Linie 43) или через Штутгарт, Ульм и Аугсбург в Мюнхен (Linie 42)
6. Из Амстердама через Дуйсбург, Дюссельдорф (Linie 78) или из Брюсселя через Люттих и Ахен (Linie 79) до Кёльна, оттуда через Франкфурт-на-Майне, Вюрцбург — Нюрнберг — Аугсбург в Мюнхен (Linie 41)

#### Восток — Запад
Существуют также две линии, идущие с востока на запад, также обслуживающиеся поездами как минимум раз в час:
1. Из Берлина через Ганновер, Билефельд до Хамма, оттуда через Дортмунд, Эссен, Дуйсбург, Дюссельдорф до аэропорта Кёльн-Бонн или через Хаген, Вупперталь, Золинген и Кёльн в Бонн (Linie 10), отдельные поезда далее в Кобленц или Трир
2. Из Дрездена через Лейпциг, Эрфурт, Фульду, Франкфурт-на-Майне и Майнц до Висбадена, отдельные поезда далее через Дармштадт, Маннхайм и Кайзерслаутерн в Саарбрюккен (Linie 50)

#### Второстепенные ветки в Германии
Кроме указанных выше линий, существует ветка из Гамбурга через Бремен до Мюнстера или Дортмунда, далее через Эссен, Дуйсбург и Дюссельдорф или через Хаген, Вупперталь и Золинген до Кёльна, откуда через Бонн и Кобленц во Франкфурт-на-Майне (Linie 31, 42, 91 и отдельные дополнительные поезда).
Помимо основной сети, существуют второстепенные ветки из Гамбурга в Киль, из Бремена в Ольденбург, из Кёльна в Ахен (и дальше в Бельгию), из Мюнхена в Гармиш-Партенкирхен и Куфштейн (и дальше в Инсбрук), из Нюрнберга в Пассау (и дальше в Вену). Как правило, на второстепенных участках максимальная скорость не превышает 160 км/ч.

#### Продолжения сети за пределами Германии

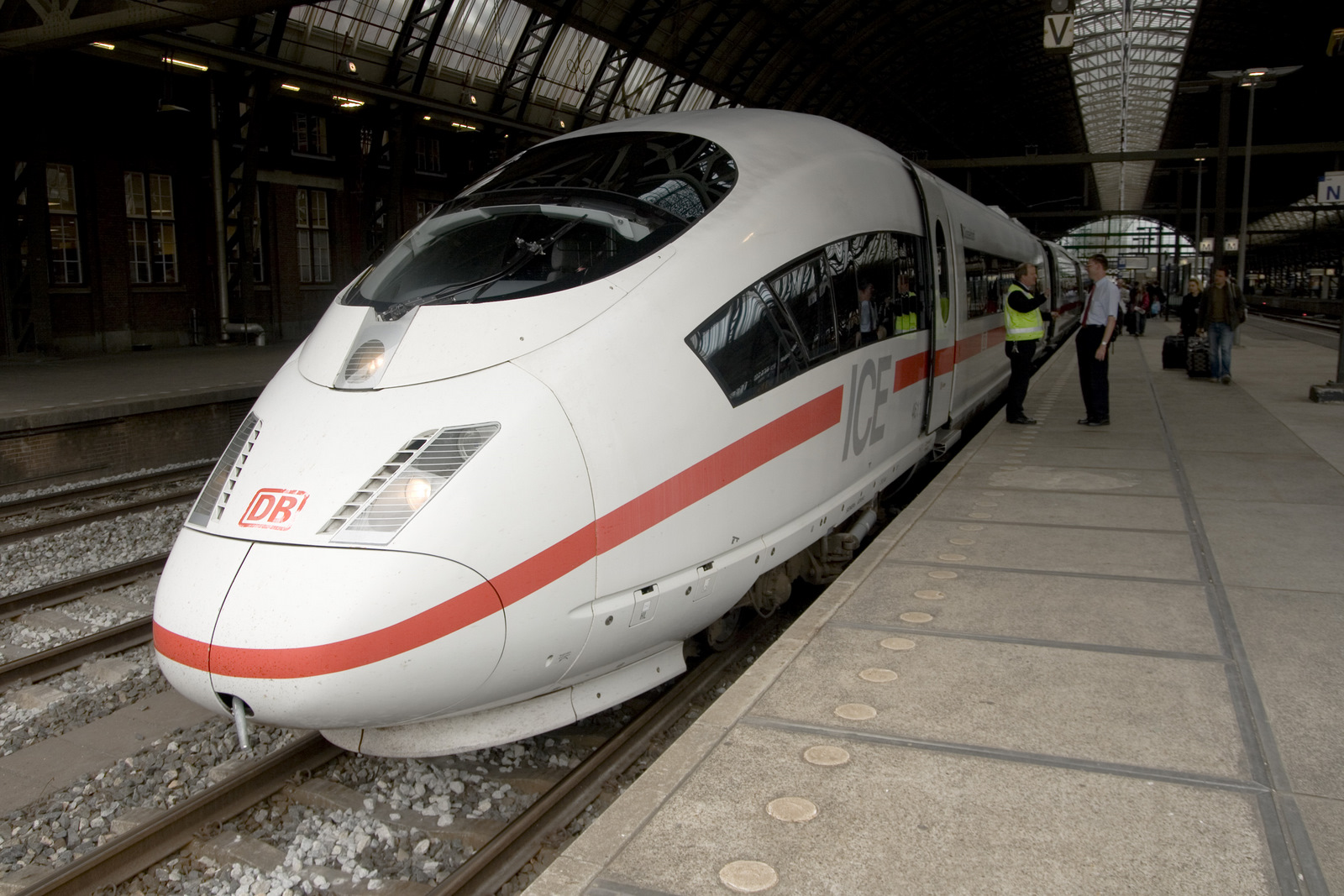
Поезд ICE на станции Амстердам Централ

За пределами Германии поезда ICE имеют конечные пункты в Амстердаме, Базеле, Брюсселе, Цюрихе, Интерлакене, Копенгагене, Куре, Инсбруке, Вене и Париже .
Между Инсбруком, Зальцбургом и Веной существует также внутриавстрийская линия (в районе Розенхайма, однако, проходящая по территории Германии).
Между Базелем и Интерлакеном проходит внутришвейцарская ветка.
Начиная с декабря 2006 года, Австрийские федеральные железные дороги (ÖBB) планируют введение новых ICE-линий между Веной и Мюнхеном и Веной и Брегенцем.
В 2007 году введена линия Париж — Франкфурт-на-Майне.
Половинный состав курсирует между Копенгагеном и Рёдби (вторая половина следует дальше на территорию Германии). Между Рёдби и Путтгарденом половинный состав следует на пароме.

##### ICE International
Линия Франкфурт-на-Майне — Амстердам и Франкфурт-на-Майне — Брюссель обслуживаются совместно совместным предприятием ICE International, основанным немецкими и нидерландскими железными дорогами.

### ICE Sprinter
Под маркой ICE Sprinter (ранее — Shuttle-ICE) Deutsche Bahn AG предоставляет утренние (отправление около 6:00) и вечерние (около 18:00) поезда маршрутам Гамбург — Кёльн (Linie 1), Берлин — Франкфурт-на-Майне (Linie 3), Гамбург — Франкфурт-на-Майне (Linie 4) и обратно, останавливающиеся лишь в крупных городах (Ганновер, Дюссельдорф, Дуйсбург) или следующие вообще без остановок. Эти поезда призваны заменить полёты на самолётах на этих направлениях, так как время в пути составляет около 3,5 часов. Стоимость билета на поезд ICE Sprinter не отличается от билета на обычный ICE, однако для поездки на ICE Sprinter необходимо обязательное бронирование сидячего места (в обычном ICE эта возможность имеется, но не является обязательной). Подобное бронирование в ICE Sprinter стоит 16,50 € в первом классе и 11,50 € — во втором (в обычном ICE бронирование обходится от 3,50 € до 5,50 € в первом классе и от 2,50 € до 4,50 € — во втором классе).

## Техника
Для оптимального использования своих возможностей поезда ICE нуждаются в специально оборудованных скоростных трассах, где они способны развивать скорость до 350 км/ч, однако могут использовать и стандартную железнодорожную колею, по которой могут двигаться с максимальной скоростью 160 км/ч. Поезда ICE используют электрический ток напряжением 15 кВ, частотой 16,7 Гц. Исключение составляют поезда ICE 3M, предназначенные для использования на международных линиях, и ICE TD, использующие дизель-электрический привод.
Длина участков, на которых поезда ICE могут развивать скорость больше 230 км/ч, составляет 1300 км.

### Высокоскоростные линии

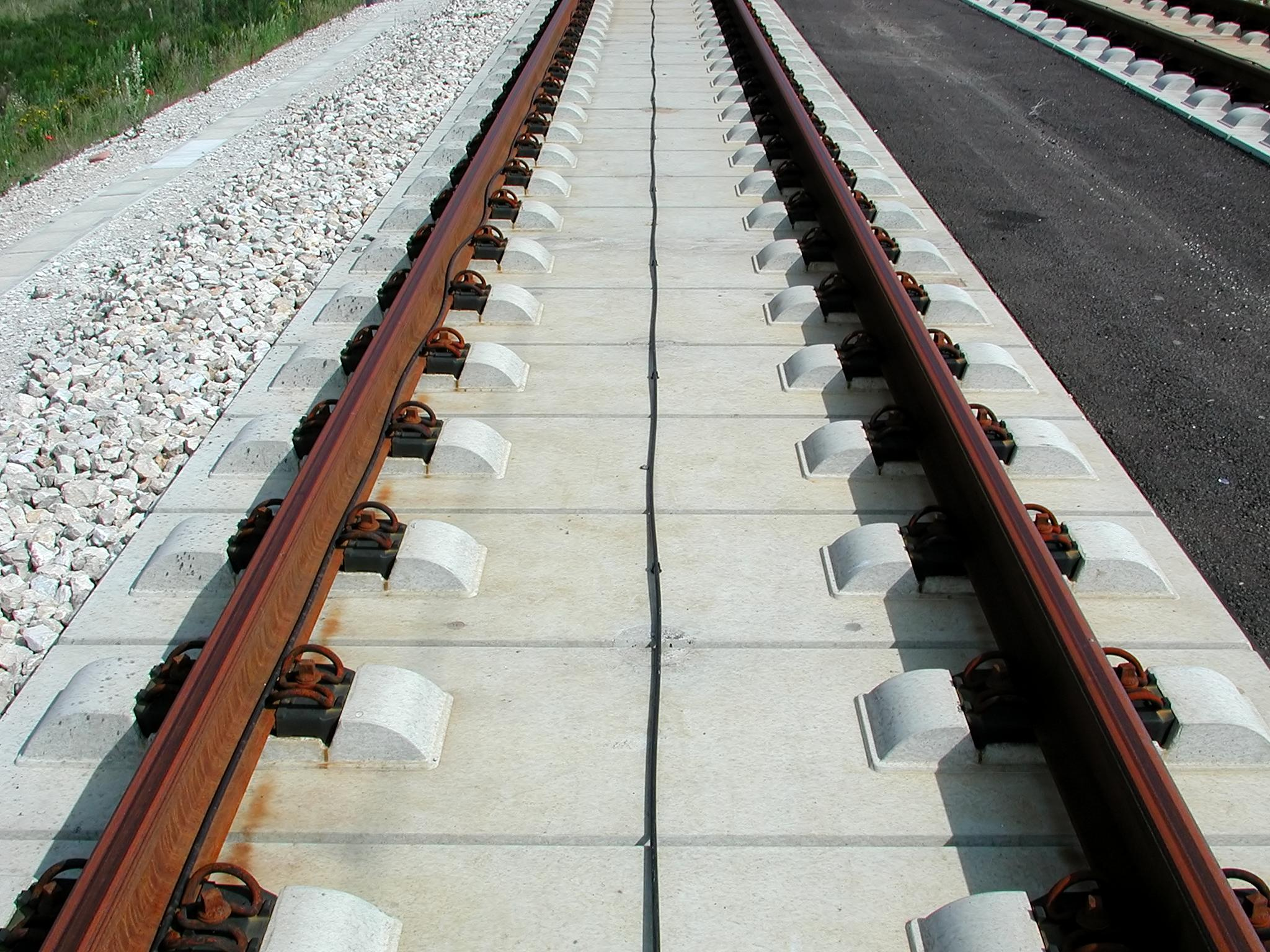
Рельсы на новом высокоскоростном участке Мюнхен-Нюрнберг с максимально разрешённой скоростью 300 км/ч. Хорошо виден провод системы слежения за движением поездов

На территории Германии существует два типа высокоскоростных трасс: новые трассы (нем. Neubaustrecken), построенные специально для эксплуатации высокоскоростных поездов, на которых максимально разрешённая скорость составляет до 350 км/ч, и улучшенные трассы (нем. Ausbaustrecken) с максимальной скоростью до 230 км/ч, представляющие собой ранее существовавшие трассы, адаптированные для ICE.

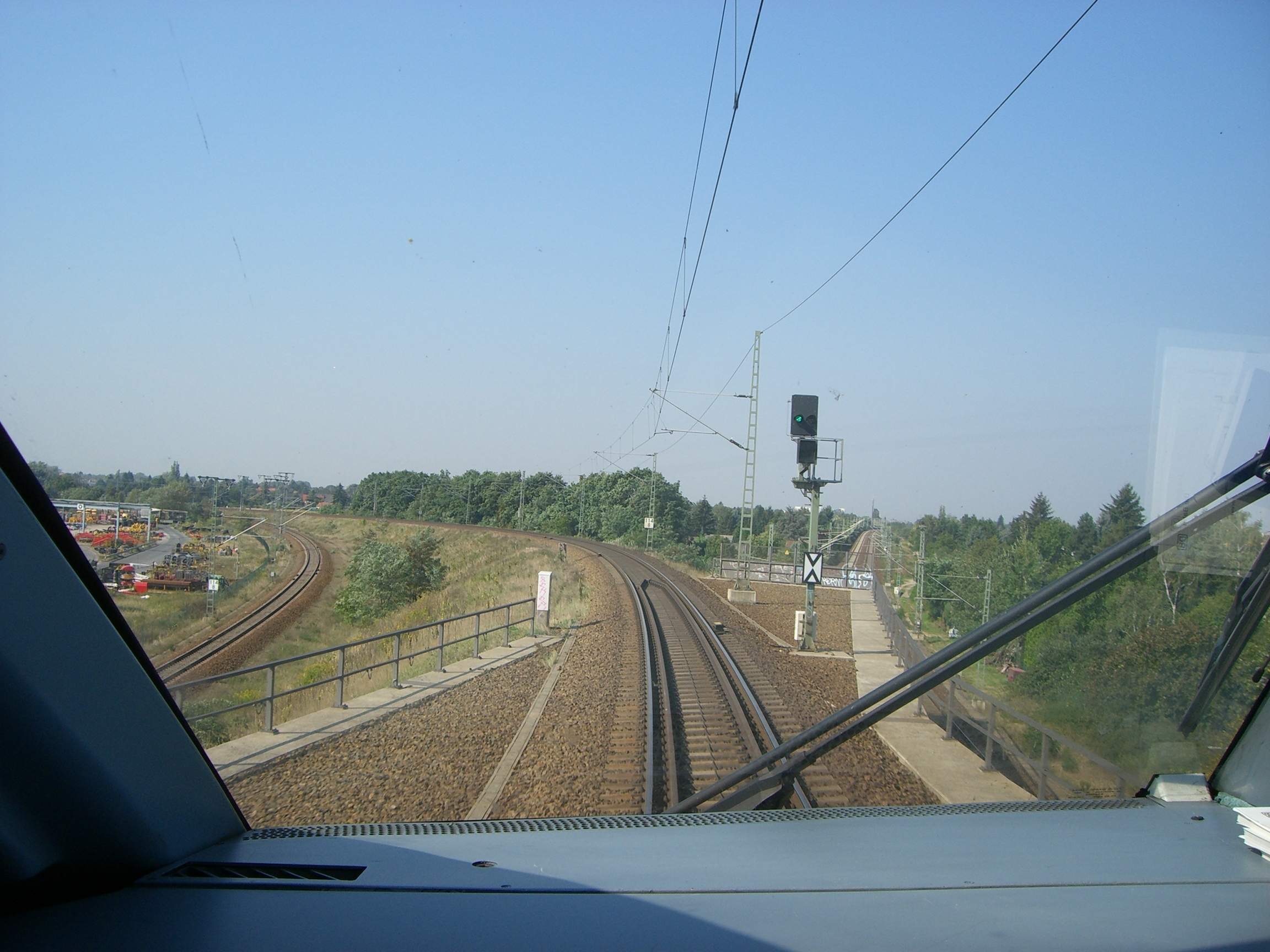
Вид на высокоскоростной участок Ганновер-Берлин с места машиниста ICE

Поскольку при скоростях выше 160 км/ч тормозной путь поезда превышает 1 км, для управления движением поездов на высокоскоростных участках используется система автоматического слежения за движением поезда (нем. Linienzugbeeinflussung, букв. Линейное влияние/воздействие на поезд). Эта система обеспечивает автоматический контроль за местоположением и скоростью поездов через пару проводов (так называемый линейный проводник), проложенных между рельсами. На центральный пост управления сообщается полученная информация, и машинист получает сигналы с информацией о дальнейших действиях на многие километры вперёд.
Для высокоскоростных трасс используются также контактные провода из специального сплава, улучшающего контакт и уменьшающего искрообразование. Контактные провода имеют очень высокое натяжение с целью предотвращения колебаний под воздействием ветра и воздушных потоков от проезжающих поездов.

### Токоприёмники
Поезда ICE оборудованы специальными токоприёмниками, оптимизированными для движения на высоких скоростях. Особое внимание было уделено малому весу и аэродинамичности токоприёмника. Полный поезд ICE (любой поезд ICE 1 или два соединённых полупоезда ICE 2 или ICE 3) имеет два токоприёмника на каждом конце состава. Поскольку при движении с высокой скоростью проход первого токоприёмника вызывает достаточно сильное колебание контактной сети, для нормальной работы второго токоприёмника длина поезда должна быть достаточно большой.

### Первое поколение поездов ICE

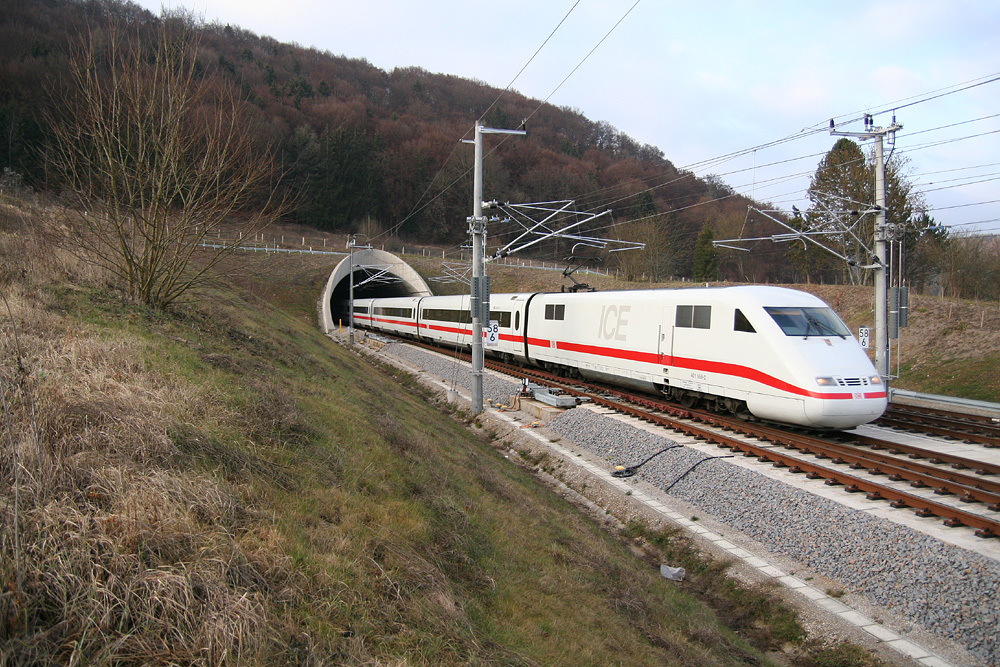
Поезд ICE 1 на высокоскоростном участке Мюнхен-Нюрнберг

Первое поколение моторных вагонов (несмотря на отсутствие пассажирского салона, таковой (моторный вагон) конструктивно связан с прицепленными к нему вагонами и на применение в качестве поездного локомотива не рассчитан) ICE (Серия 401) было построено компаниями Siemens AG, Brown Boveri, Krupp на основе электровозов серии 120 немецких железных дорог. Фактически они являются переработанными в моторные вагоны электровозами серии 120 с улучшенным дизайном и аэродинамикой. Электропоезд состоит из двух моторных технических и нескольких безмоторных пассажирских вагонов.
Концепция электропоезда с двумя моторными и безмоторными вагонами была избрана по причине небольшого времени разработки и имеет определённые недостатки. Из-за неоптимального распределения ведущих осей по отношению к массе поезда при определённых условиях эксплуатации поездам ICE 1 может не хватать мощности, чтобы преодолевать подъёмы до 40 ‰ на высокоскоростном участке Кёльн — Рейн-Майн.
Максимальная разрешённая скорость поездов ICE 1 составляет 280 км/ч.

### Второе поколение

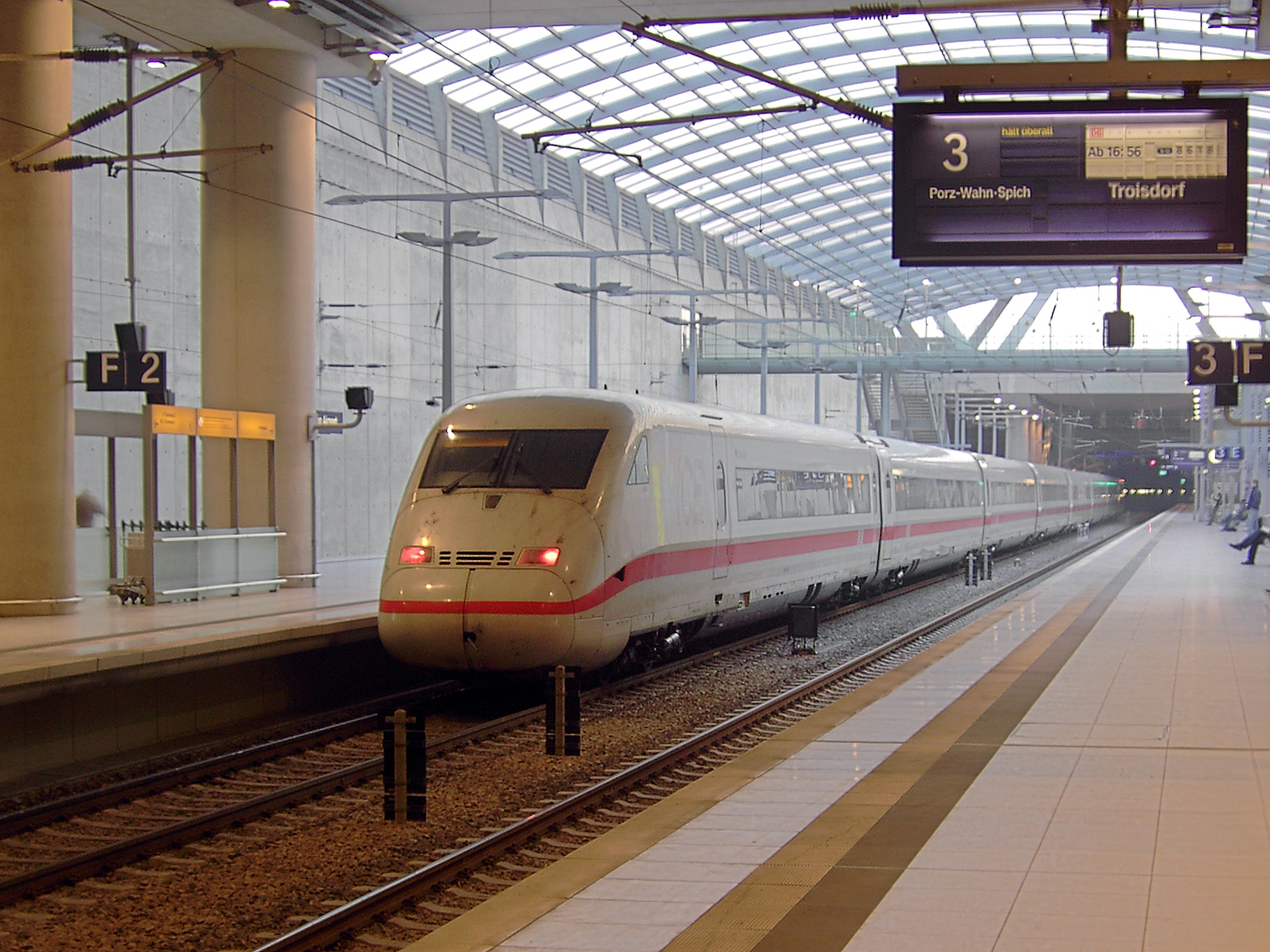
ICE 2, головной пассажирский вагон

Второе поколение ICE (Серия 402) принципиально не отличается от первого, но стандартная длина поезда была уменьшена вдвое, что в совокупности с возможностью оперативной сцепки двух поездов в один позволяло более гибко реагировать на изменения пассажиропотока. Вагоны первого и второго поколения совместимы и иногда используются вместе.
Каждый полупоезд ICE 2 состоит из одного моторного вагона, нескольких пассажирских вагонов и одного вагона с кабиной машиниста. Максимальная скорость поездов ICE 2 составляет 280 км/ч, но развивать её поезд может только при условии, что моторный вагон находится впереди поезда. В случае, если моторный вагон толкает поезд, максимальная скорость не должна превышать 200 км/ч.

#### Отличия от ICE 1
Поезда ICE 2 внешне очень похожи на поезда ICE 1. Основные отличия: пассажирские места в вагоне с кабиной машиниста, плоская крыша вагона-ресторана, а также значительные изменения внутри вагонов (сиденья самолётного типа, большие мониторы с информацией для пассажиров).

### Третье поколение

#### ICE 3 (Siemens Velaro)

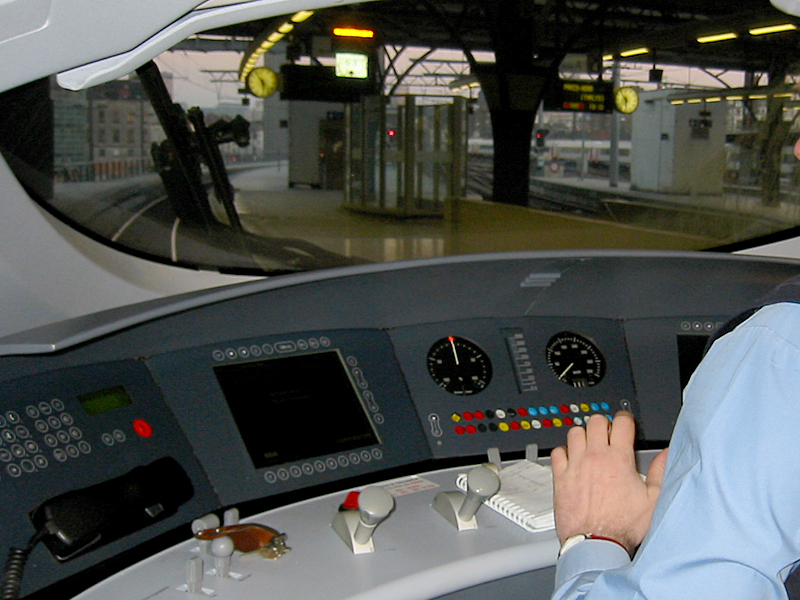
Кабина машиниста ICE 3

Третье поколение ICE (Серия 403, известная также как Siemens Velaro) отличается полностью переработанной концепцией. Электрооборудование распределено по всему составу и расположено преимущественно под полом вагонов, оснащённых немоторными тележками, а несколько менее мощных, чем в первых сериях, моторов установлено внутри моторных тележек обоих концевых и некоторых промежуточных вагонов. Таким образом, привод больше не сосредоточен на одних только концевых вагонах, что позволяет лучше распределять крутящий момент между осями вагонов и преодолевать участки с более крутым подъёмом. Благодаря тому, что всё электрооборудование расположено под полом вагонов, в первом и последнем вагоне есть обзорные места, отделённые от места машиниста только стеклянной перегородкой. Максимальная разрешённая скорость для ICE 3 составляет 330 км/ч.

#### ICE 3M
Мультисистемный ICE 3M (Серия 406) — модификация ICE 3 для использования на железных дорогах Европы с различными системами электроснабжения. В настоящее время (октябрь 2010) используется для обслуживания железных дорог Швейцарии, Бельгии и Нидерландов, получено разрешение на использование во Франции.

#### ICE T

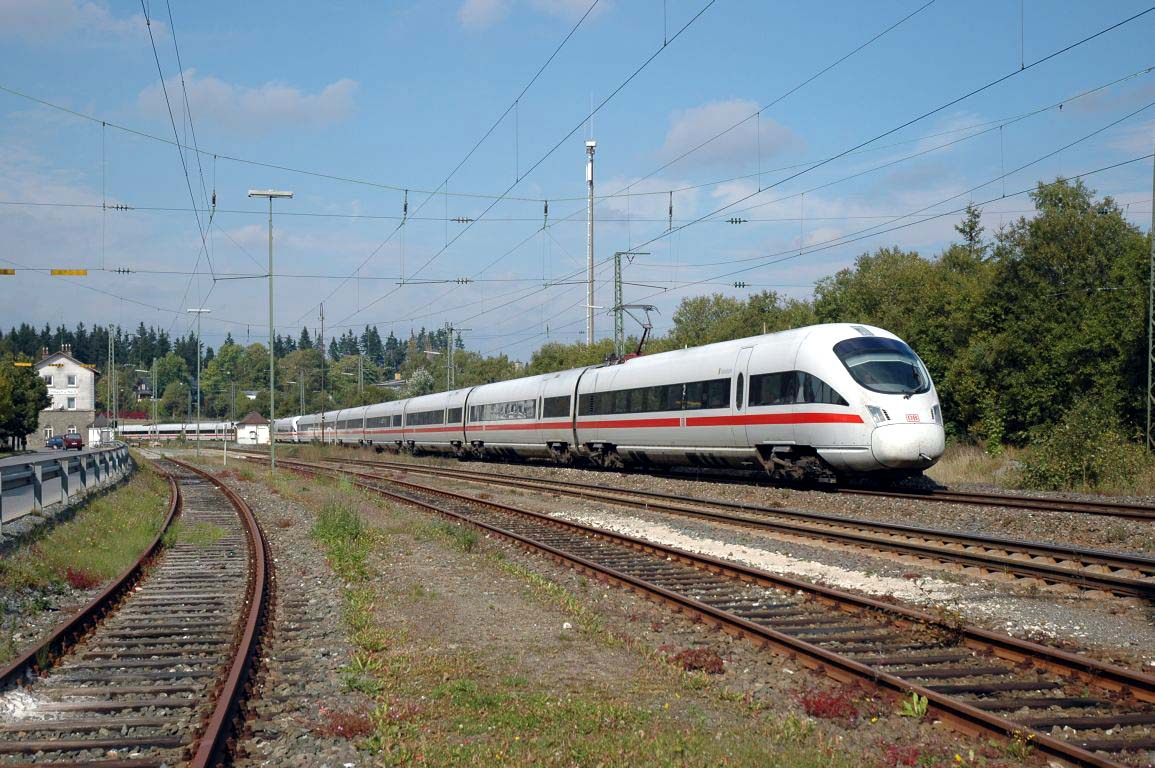
ICE T на линии

В рамках разработки третьего поколения поездов ICE были созданы поезда ICE T (Серии 411, 415), получившие стандартный дизайн ICE 3, но фактически конципированые для использования на стандартных участках железнодорожной сети и развивающие максимальную скорость 230 км/ч. Эти поезда используют технику управляемого наклона, разработанную FIAT, что позволяет им преодолевать повороты с малым радиусом, часто встречающиеся на нормальных участках дорог, с большей скоростью. Внешне ICE T отличаются от ICE 3 меньшим углом наклона лобового стекла и поэтому меньшим ощущением стремительности.

##### ICE TD

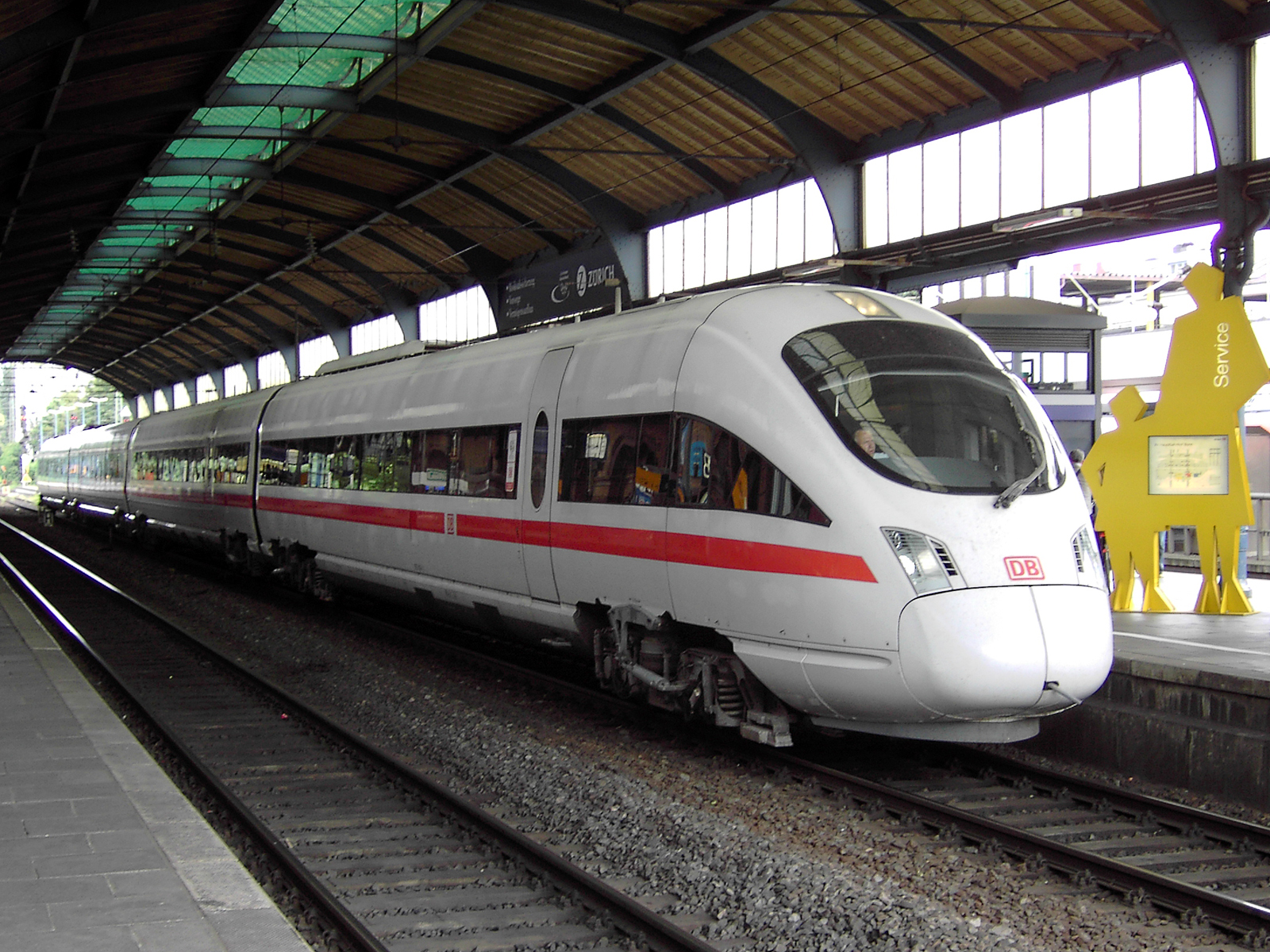
ICE TD во время ЧМ по футболу 2006

На основе ICE T были также разработаны поезда ICE TD (серия 605), являющиеся дизель-электрическим вариантом ICE T и предназначенные для использования на частично неэлектрифицированных участках железных дорог, например, на участке Нюрнберг-Дрезден или Мюнхен-Цюрих.
По причине технических проблем и низкой рентабельности использование этих поездов было приостановлено.
Во время чемпионата мира по футболу 2006 по причине острой нехватки подвижного состава они были использованы вновь и, вопреки первоначальному опыту, произвели хорошее впечатление. В частности, была достигнута скорость 200 км/ч на линии, что приближается к рекорду для дизельного пассажирского поезда.
Начиная с декабря 2006 года, эти поезда снова используются на некоторых участках по выходным в качестве дополнительных.

### Таблица технических характеристик поездов ICE
| Название   | Оборудование                                  | Серия   | Максимальная мощность (кВт) | Макс. скорость (протестированная) (км/ч) | Макс. скорость на линии (км/ч) | Длина поезда (м) | Количество мест | Выход на рынок |
| ---------- | --------------------------------------------- | ------- | --------------------------- | ---------------------------------------- | ------------------------------ | ---------------- | --------------- | -------------- |
| ICE-V(V)   | Прототип InterCityExperimental                | 410     | 8,400 (2*4,200)             | 406.9                                    | n/a                            | n/a              | n/a             | 1985           |
| ICE 1      | Первое поколение                              | 401     | 9,600 (2*4,800)             | 328                                      | 280                            | 358              | 800             | 1991           |
| ICE 2(2)   | Второе поколение                              | 402     | 4,800                       | 310                                      | 250 (разрешено до 280)         | 205              | 400             | 1996           |
| ICE-S(S)   | Прототип                                      | 410.1   | 13,600 (2*4,800 + 8*500)    | 393                                      |                                | n/a              | n/a             | 1996           |
| ICE 3(3)   | Третье поколение                              | 403 406 | 8,000 (16*500)              | 368                                      | 320 (разрешено до 330)         | 200              | 415             | 2000           |
| ICE-T      | Поезд для стандартных дорог, 7 вагонов        | 411     | 4,000 (8*500)               | 253                                      | 230                            | 185              | 367             | 1998           |
| ICE-T      | Поезд для стандартных дорог, 5 вагонов        | 415     | 3,000 (4*750)               | 253                                      | 230                            | 133              | 250             | 1998           |
| ICE-TD(TD) | Поезд для стандартных дорог, дизель, 4 вагона | 605     | 2,240 (4*560)               | 222                                      | 200                            | 106,7 м          | 195             | 2001           |

## Дизайн
Дизайн и окраска поездов ICE защищены авторским правом и принадлежат фирме Deutsche Bahn AG. Поезда окрашены в светло-серый цвет, с полосой красного цвета на боку и непрерывной чёрной полосой, проходящей через все окна. Дизайн поездов был разработан в 80-е годы дизайнерским бюро Александра Неймейстера. Внутренний дизайн вагонов был разработан Йенсем Петерсом из группы BPR-Design (Штутгарт).

### Интерьер вагонов

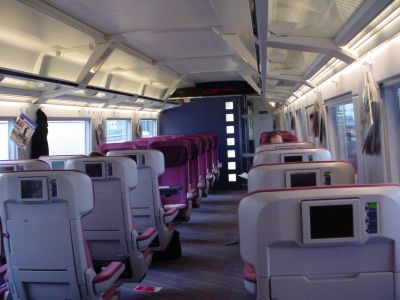
Интерьер вагона первого класса ICE 2

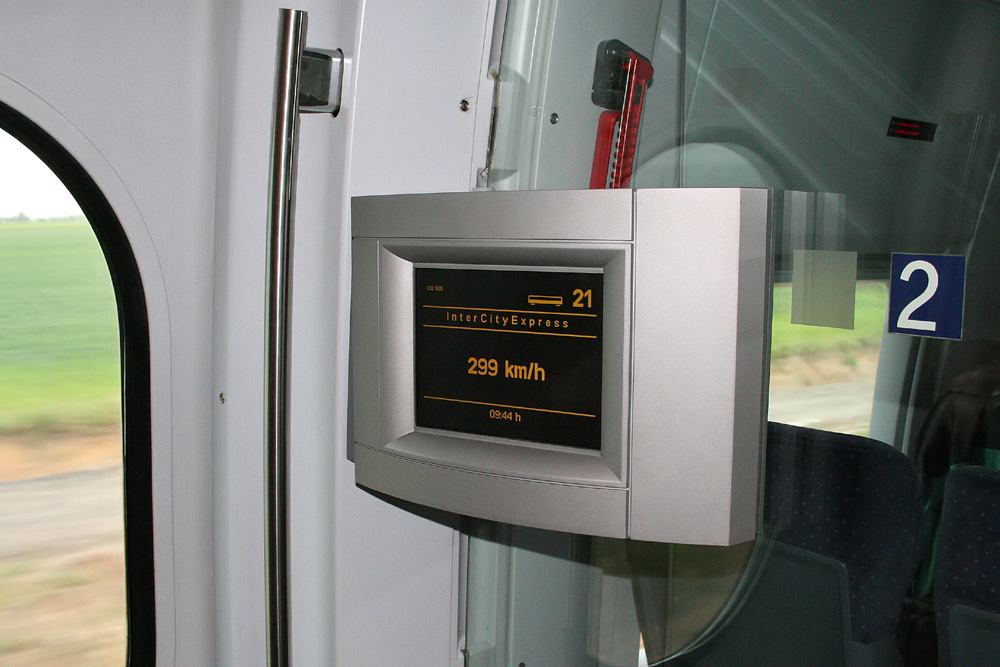
Дисплей с информацией для пассажиров

Все вагоны полностью климатизированы, на каждом месте есть возможность подключить наушники и слушать бортовое радио, в некоторых вагонах первого класса все места оснащены дисплеями для просмотра передач бортового телевидения. В каждом поезде есть несколько вагонов, оснащённых усилителями для улучшения работы мобильных телефонов, а также несколько вагонов для отдыха, в которых использование мобильных телефонов нежелательно. В ICE 1 и ICE 2 есть вагон-ресторан, в ICE 3 и ICE-T его заменили на вагон-бистро.
Все поезда оборудованы туалетами для инвалидов, а также специальными купе, где могут играть дети. Почти все места в вагонах ICE 1 и 3 и многие места в вагонах ICE 2 оборудованы розетками, что позволяет бизнес-путешественникам продолжить свою работу, находясь в поезде.

## Интернет в ICE

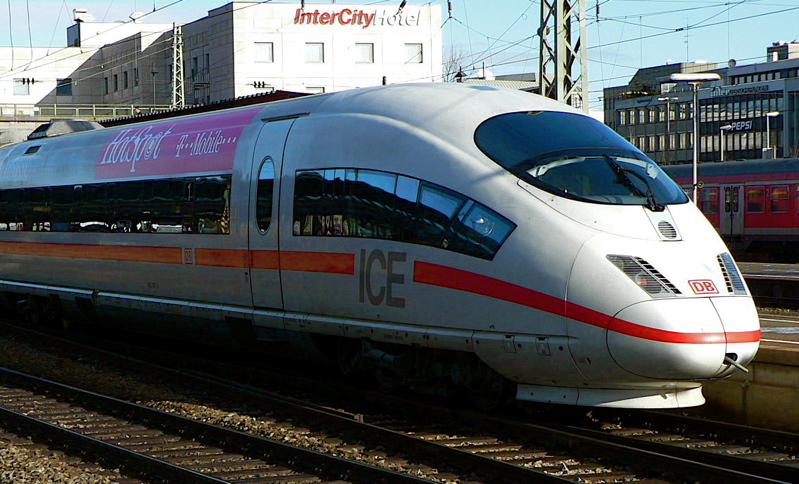
ICE 3 с эмблемой хотспота T-Mobile

В конце 2005 года 7 поездов ICE были оборудованы Wi-Fi-хотспотами фирмы T-Mobile, что позволило пассажирам пользоваться в дороге услугами Интернета. Для доступа в Интернет использовалась технология UMTS. Тестовая фаза с возможностью бесплатного доступа закончилась 31 марта 2006 года. T-Mobile и Deutsche Bahn AG объявили испытания успешными.
С 1 января 2017 года на всех линиях ICE предоставляется бесплатный доступ к Интернету.

## Тарифы
В Германии поезда ICE тарифируются по высшему тарифному классу (Тарифный класс A) и являются, таким образом, самыми дорогими поездами. Время от времени Deutsche Bahn AG предоставляет различные скидки (часто очень значительные, до 80 %) на определённые направления и/или определённый период.
В Австрии и Швейцарии поезда ICE тарифируются так же, как и все остальные поезда.
В Нидерландах взимается дополнительный сбор в размере 2 евро (по состоянию на ноябрь 2006 года).

## Критика

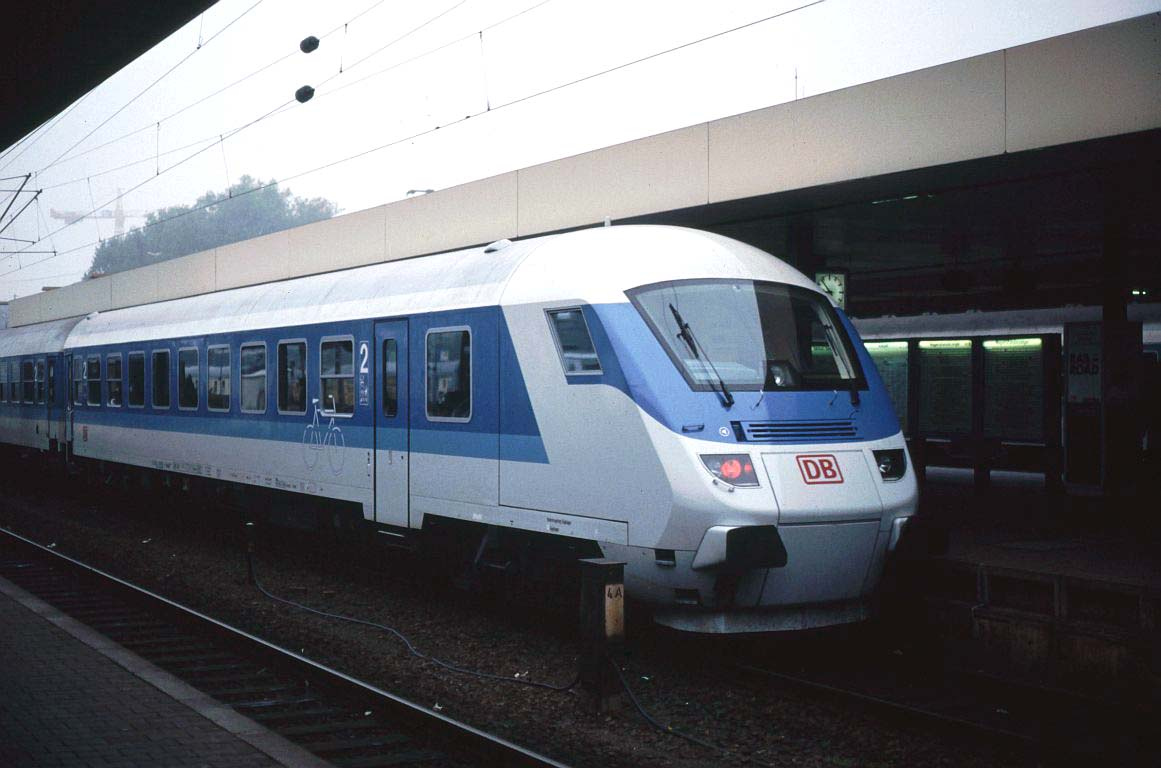
Поезд упразднённой сети InterRegio

Deutsche Bahn AG часто критикуется за то, что с введением сети ICE была значительно уменьшена сеть InterCity и упразднена сеть InterRegio, в том числе и на тех направлениях, где использование более дорогих для пассажиров ICE не оправдано по причине приблизительно одинакового времени в пути. Deutsche Bahn AG оправдывает введение ICE и более высоких тарифов на этих участках высоким комфортом в поездах ICE.
Приверженцы поездов на магнитной подушке Transrapid также выступают против строительства новых линий ICE, так как, по подсчётам разработчиков, стоимость строительства и эксплуатации линий Transrapid сравнима и может быть даже ниже стоимости линий ICE. При этом поезда Transrapid развивают значительно большую скорость, чем ICE, — до 500 км/ч.